# Amphicallia pardalina
Amphicallia pardalina là một loài bướm đêm thuộc phân họ Arctiinae, họ Erebidae.